# Kallepia
Kallepia er en lille by på den vestlige del af Cypern. Den ligger i Pafos Distrikt i den vestlige del af landet, 92 km vest for hovedstaden Nicosia og 9 kilometer nord for Paphos. Kallepia ligger 497 meter over havet, og den har 326 indbyggere.
34°50′44″N 32°30′00″Ø / 34.8455549°N 32.500093°Ø